# Kandela
Kandela es una telenovela ecuatoriana de género drama creada por Estefanía Isaías y producida por la cadena estatal TC Televisión, está inspirada en la trayectoria del grupo musical Kandela & Son. La telenovela fue estrenada el 7 de julio de 2009 y finalizó el 8 de enero de 2010 teniendo un total de 130 capítulos.
Protagoniza por Dora West y Yul Bürkle, con Jasú Montero, Jordana Doylet y Kimberly Jaramillo, con las participaciones antagónicas de Gonzalo Samper, Sofía Caiche, Daniela Vallejo y Juan Pablo Asanza. Cuenta además con las actuaciones estelares de Diego Pérez Raymond, Jaime Arellano, Cinthya Coppiano, Katherine Escobar, Junior Monteiro y los primeros actores Adriana Manzo y Santiago Naranjo. Fue la última telenovela en la que participó el actor Gonzalo Samper antes de su fallecimiento en 2013.

## Trama
Narra la historia de las hermanas Cervantes: Jasú (Jasú Montero), Dora (Dora West), Jordana (Jordana Doylet) y Kimberly (Kimberly Jaramillo) ellas fueron adoptadas desde niñas por la viuda Soledad de Cervantes (Adriana Manzo) quien es la dueña de la hacienda Las Nereidas, ubicada en el pueblo de Cartago, todas sueñan con ser cantantes es así como llegan al bar del hotel Kandela, donde animan al público con su canto. Ahí conocen a los hermanos Carreño: Elías (Yul Bürkle) y Nazareno (Diego Pérez Raymond), los hijos del adinerado e influyente Héctor Carreño (Gonzalo Samper) el enemigo de Doña Soledad, ya que él quiere apoderarse de la hacienda Las Neridas.

## Elenco
- Dora West - Dora Cervantes de Carreño
- Yul Burkle - Doctor Elías Carreño[2]
- Jasú Montero - Jasú Cervantes
- Jordana Doylet - Jordana Cervantes
- Kimberly Jaramillo - Kimberly Cervantes
- Diego Pérez Raymond - Nazareno Carreño
- Adriana Manzo - Doña Soledad vd de Cervantes "La Mamina"
- Gonzalo Samper - Héctor Carreño
- Sofía Caiche - Inés de Carreño
- Katherine Escobar - Katty Cervantes
- Daniela Vallejo - Mercedes
- Cinthya Coppiano - Minerva
- Jaime Arellano - Oficial Ulises
- Junior Monteiro - Marcelo "Marcel"
- Paloma Yerovi - Alcaldesa Sara
- Santiago Naranjo - Santino
- Alberto Pablo Rivera - Franklin
- Juan Pablo Asanza - Virgilio Carreño
- Ruth Coello - Zaida
- Ricardo González
- Frank Bonilla
- Ricardo Velasteguí